# Promusophaga magnifica
Promusophaga magnifica — вид викопних безкілевих птахів вимерлої родини Lithornithidae ряду Lithornithiformes. Вид існував у ранньому еоцені. Скам'янілі рештки знайдені у відкладеннях формації Лондон Клей в Англії. Спочатку вважалось, що вид відноситься до родини туракові (Musophagidae). Проте пізніші дослідження показали, що Promusophaga є близьким родичем страусів з вимерлої родини Lithornithidae.